# S/S Forceful
S/S Forceful är en australiensisk koleldad bogserbåt. Hon byggdes 1925 vid Alexander Stephen & Sons varv i Glasgow, Skottland för föregångaren till Queensland Tug Company.
Forceful lämnade Glasgow den 21 december 1925 och anlände till Brisbane den 7 mars året efter. Hon tjänstgjorde huvudsakligen i Brisbane River till 1942 då hon rekvirerades av staten och flyttades till en örlogsbas i Fremantle som HMAS Forceful. Hon tjänstgjorde där till oktober 1942 och flyttades därefter till örlogsbasen i Darwin som hamnbogserare. HMAS Forceful hade mindre uppdrag omkring öarna i Nya Guineas skärgård och räddade bland annat besättningen på ett amerikanskt B-26-bombplan som hade skjutits ned vid Bathurst Island. I augusti 1943 bogserade hon ett skadat landstigningsfartyg till Brisbane och återgick till civil tjänst där två månader senare.
Moderna bogserbåtar med dieselmotorer övertog successivt Forcefuls arbete, och i januari 1964 var hon den enda kvarvarande koleldade bogseraren på Brisbane River. Hon togs ur tjänst den 28 september 1970 och skänktes till Queensland Maritime Museum som museifartyg i juni 1971. Forceful seglade regelbundna turer på Brisbane River i museets regi till 2006. Numera ligger hon förtöjd vid piren framför museet.
Hösten 2023 skrotades båten sedan underhållet ansågs bli för dyrt .